# Lista de invertebrados pré-históricos

## Antecessores dos animais

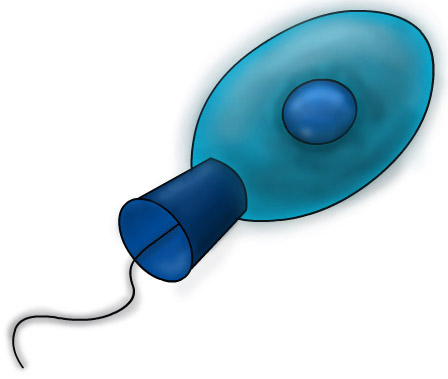
Choanozoários: os antecessores do Reino Animal

- - Urmetazoan - o primeiro animal da face da Terra. [carece de fontes?]
  - Urbilaterian - o primeiro animal de simetria bilateral da face da Terra. [carece de fontes?]
  - Filo Choanozoa - Elos-perdidos entre os Protistas unicelulares e os animais, assim como também os fungos.Grupo em que se encontra todo o Reino Metazoa. [carece de fontes?]
    - Classe Choanoflagellatea - Grupo irmão do Reino Metazoa.Grupo em que também se encontram todo o Reino Metazoa
      - Reino Metazoa

## Sub-reinoAnimalia incertae sedis
- Yuyuanozoon (possível Protocordado ou Vetulicolia)
- Bradgatia (Bentônicos,parecem até mesmo mais com pés-de-alface do que com animais)]
- Ovastocutum (não se sabe se são cnidários ou proarticulata)
- Eoandromeda (não se sabe se são equinodermos,ctenóforos,vendozoários ou até mesmo colônias de Protozoários Foraminíferos do Reino Protista)
- Aspidella (não se sabe se são cnidários da Classe Scyphozoa,colônias de microorganismos ou até mesmo fungos)
- Mawsonites (não se sabe se são cnidários ou colônias de microorganismos)
- Cyclomedusa (não se sabe se é um cnidário Anthozoa Octocorallia, uma colônia de microorganismos ou até mesmo seja sinônimo de Aspidella)
- Classe Chitinozoa
- Pikaia (não se sabe se é um peixe Agnatha primitivo ou um Protocordado [carece de fontes?])
- Cornulitid
- Janoaspira (não se sabe se são moluscos pu protozoários foraminíferos.)
- Vetustovermis

## Animais daFauna Ediacarana
- - Filo Vendozoa (possivelmente nem animais sejam... [carece de fontes?])
  - Filo Petalomanae (possível filo de Vendozoários)
    - Ordem Rangeomorpha
      - Charnia (possivelmente sejam até fungos,nem mesmo animais)
      - Charniodiscus (possivelmente sejam até fungos,nem mesmo animais)

  - Filo Trilobozoa (Também são pertencentes à Fauna Ediacarana)
    - Anabarites
    - Tribrachidium

  - Filo Proarticulata (Também são pertencentes à Fauna Ediacarana)

## Artrópodes Pré-históricos

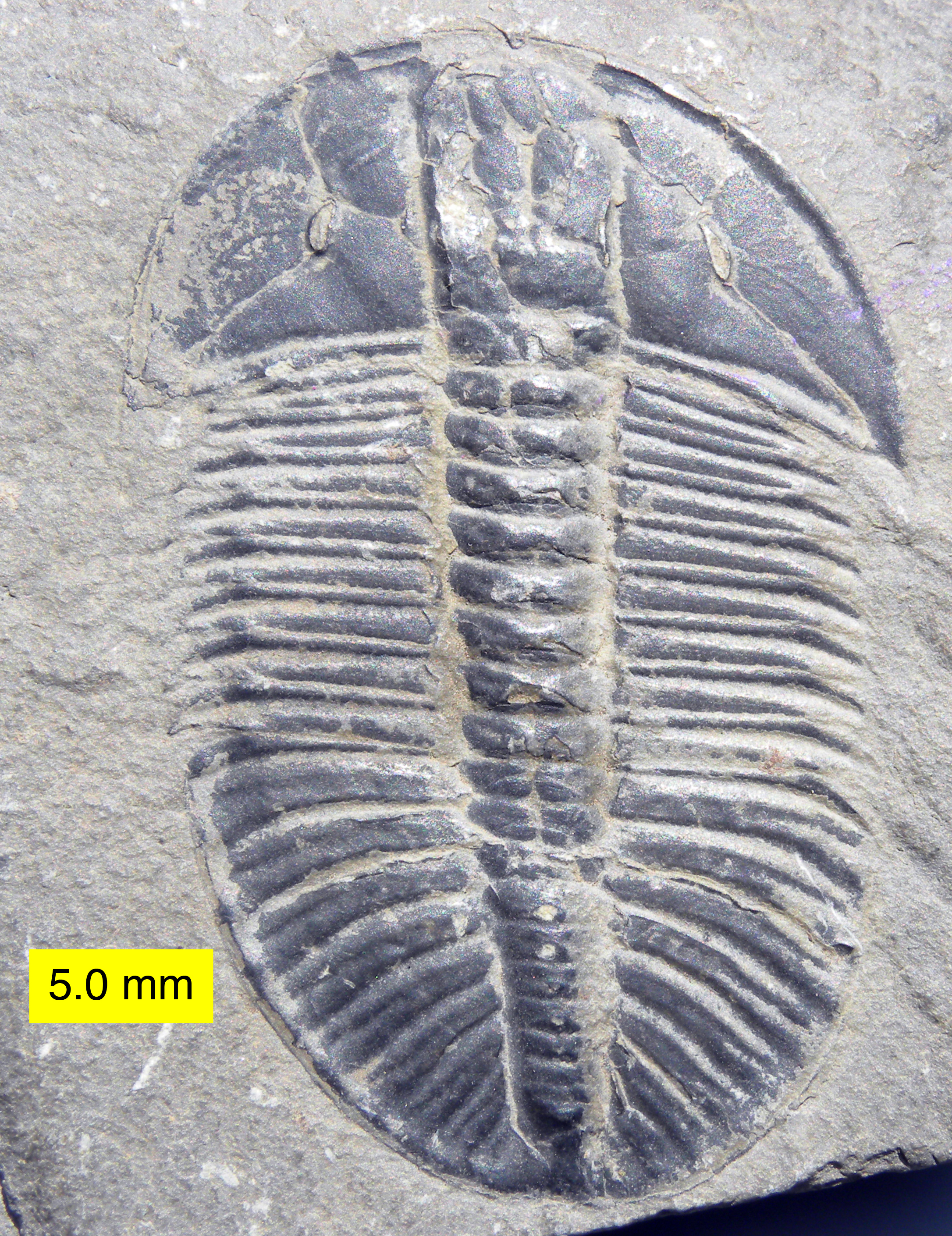
Trilobita do período Cambriano

- - Parvancorina (incertae sedis, possivelmente um artrópode)
  - Spriggina (incertae sedis, possivelmente um artrópode)
  - Trilobitas
    - Agnostida
    - Redlichiida
    - Corynexochida
    - Phacopida
    - Proetida
    - Asaphida
    - Ptychopariida

  - Euriptéridos
    - Pterygotus
    - Eurypterus
    - Megalograptus

  - Brontoscorpio
  - Mesothelae (Sub-ordem de aranhas)
    - Arthrolycosidae
    - Arthromygalidae

## Outros invertebrados

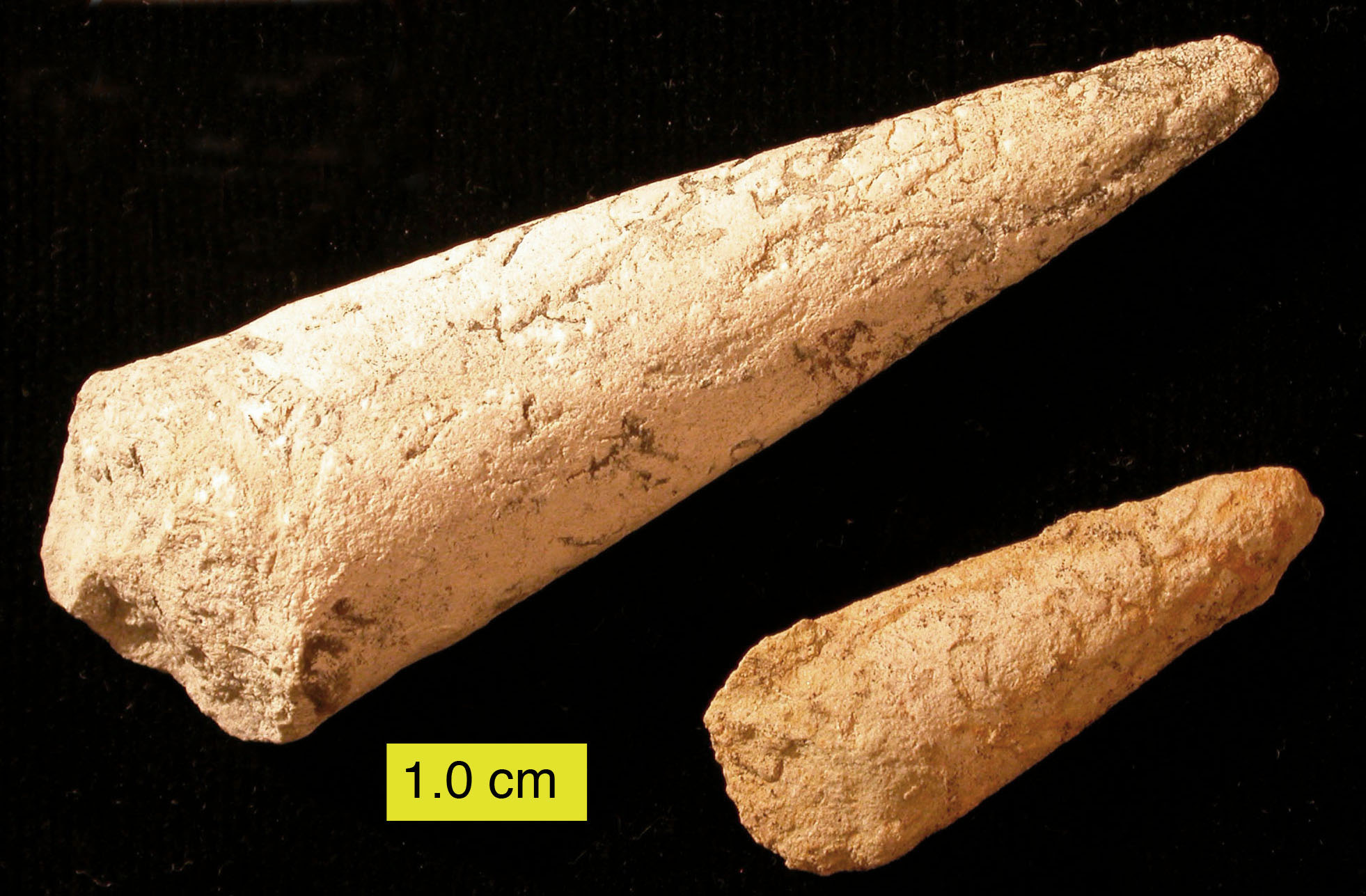
Hyoliths do período Ordoviciano da Estônia

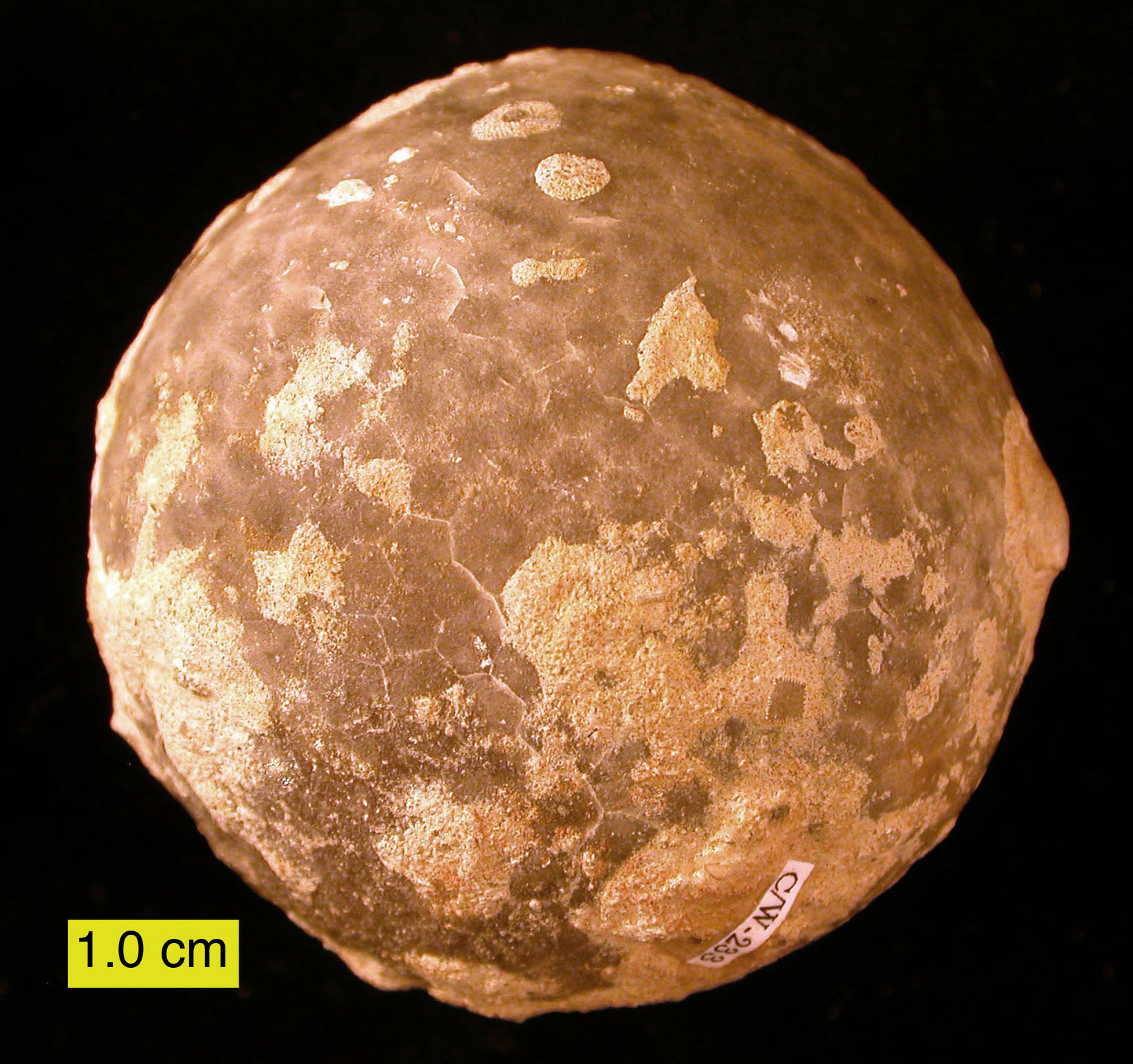
Echinosphaerites do período Ordoviciano da Estônia

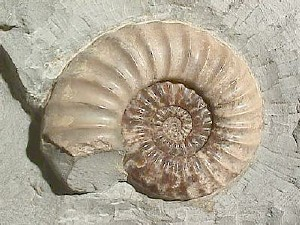
Asteroceras, um Amonite do período Jurássico da Inglaterra

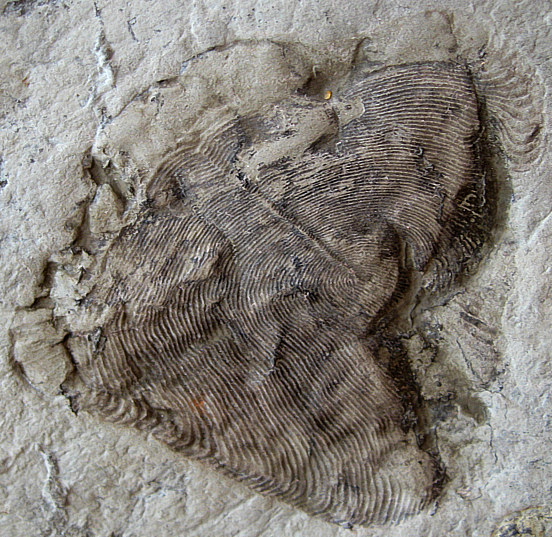
Andiva ivantsovi, um Proarticulata.

- Filo Archaeocyatha (possíveis poríferos ou talvez um filo à parte)
  - Archaeocyatha Incertae Sedis
    - Cloudinidae (possíveis arqueociatos [carece de fontes?])
    - Hetairacyathida

  - Classe Regulares
    - Monocyathida
    - Capsulocyathida
    - Ajacicyathida

  - Classe Irregulares
    - Thalassocyathida
    - Archaeocyathida
    - Kazakhstanicyathida
- Filo Vetulicolia
  - Classe Vetulicolida
    - Didazoonidae

  - Classe Banffozoa
    - Banfia (Contemporâneo do Pikaia)
- Filo Lobopodia (possíveis artrópodes ou um filo à parte)
  - Opabínia
  - Anomalocaris
- Filo Hyolitha (possível filo antepassado dos moluscos ou até mesmo uma classe de moluscos)
- Filo Lophophorata
  - Dinomischus (representante com Bioluminescência,que pareciam como "lampadinhas do mar", que piscavam e iluminavam) [carece de fontes?]
- Filo Conulariida (possíveis cnidários)
- Filo Sclerotoma (diferentes formas com escleritos)[carece de fontes?]
- Classe Protomedusae (classe extinta de cnidários)
- Graptólitos
- Moluscos
  - Amonites
  - Rudistas
  - Odontogriphus (incertae sedis, porém possivelmente um molusco)
  - Cameroceras
- Possíveis Poríferos primitivos
  - Vaveliksia
  - Pleospongia
  - Possíveis Choanozoários antepassados dos Poríferos
    - Proterospongia (OBS: Apesar de serem Protistas, em algumas classificações os Choanozoários figuram como animais, por serem seus antecessores diretos [carece de fontes?])
- Filo Brachiopoda
  - Tommotia (incertae sedis, possivelmente um braquiópode)
- Conulata
- Amiskwia (um chaetognatha primitivo)
- Hederillid (provavelmente um Phoronida)
- Eoporpita
- Pteridinium
- Dickinsonia
- Hallucigenia